# Lophiostoma quadrinucleatum
Lophiostoma quadrinucleatum är en svampart som beskrevs av P. Karst. 1873. Lophiostoma quadrinucleatum ingår i släktet Lophiostoma och familjen Lophiostomataceae.  Arten är reproducerande i Sverige. Inga underarter finns listade i Catalogue of Life.